# Lluís Orduna i Echevarría
Lluís Orduna i Echevarría (1899 - Girona (Hospital) 1974) va ser un actor, empresari i director de teatre català.

## Trajectòria teatral

### Actor
- 1930, 25 setembre. Amb els personatges de El geni del mal i Mushol de l'obra La flor del lliri blau de Jordi Canigó. Estrenada al teatre Romea de Barcelona.
- 1930, 17 octubre. Amb el personatge de Tomeu de l'obra La veïna del terrat de Gastó A. Màntua. Estrenada per la companyia Maria Vila - Pius Daví al teatre Romea, de Barcelona.
- 1951, 7 de novembre. Amb el personatge de Manuel de l'obra El marit ve de visita de Xavier Regàs. Estrenada al teatre Romea de Barcelona.
- 1952. Amb el personatge de Ramon de Barberà de l'obra L'alcova vermella de Josep Maria de Sagarra.
- 1958. Amb el personatge de Don Albert de l'obra El pobre d'esperit i els altres de Josep Maria de Sagarra.

### Director
- 1951. El barret de cascavells de Luigi Pirandello amb traducció catalana de Josep Maria de Sagarra. Estrenada al teatre Romea de Barcelona.
- 1951, 7 de novembre. El marit ve de visita de Xavier Regàs. Estrenada al teatre Romea de Barcelona.
- 1952. L'alcova vermella de Josep Maria de Sagarra. Estrenada al teatre Romea de Barcelona, el 15 ded febrer de 1952.
- 1953. El capità Mascarella. Estrenada al teatre Victòria de Barcelona, el 24 de novembre de 1953
- 1957. Les maletes del Senyor Vernet de Claude Magnier. Estrenada al teatre Guimerà de Barcelona.
- 1958. El pobre d'esperit i els altres de Josep Maria de Sagarra. Estrenada al teatre Guimerà de Barcelona, el 16 d'abril de 1958.